# Station Eigergletscher
Station Eigergletscher is een spoorwegstation in de Zwitserse gemeente Lauterbrunnen op 2.320 m.ü.M. hoogte gelegen aan de Eigergletsjer. Ten oosten van het station begint de 7 km lange tunnel naar station Jungfraujoch, het eindstation van de Jungfraubahn.
Het station werd geopend op 19 september 1898. Bij het station bevinden zich ook de werkloodsen van de Jungfraubahn.

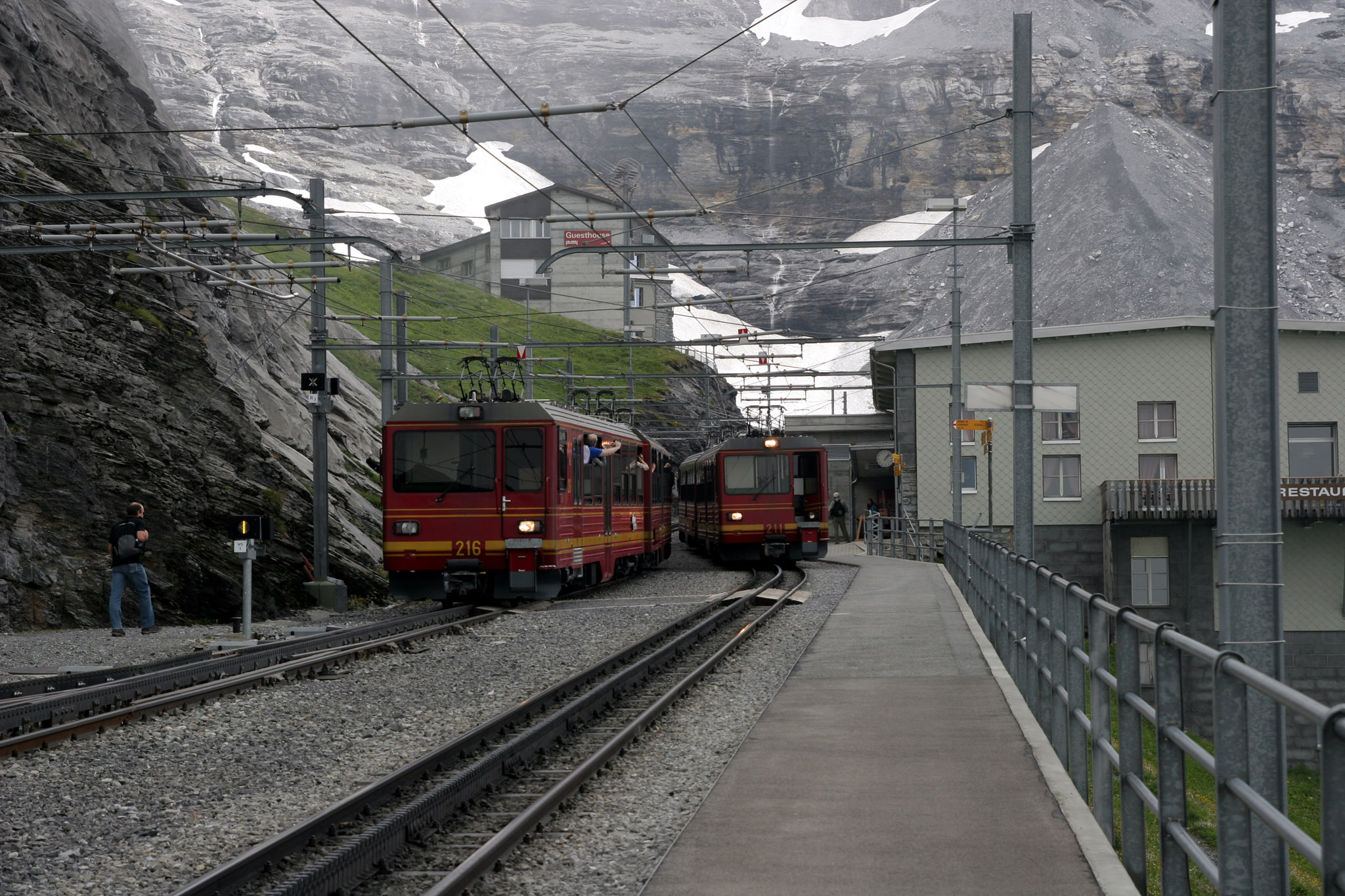
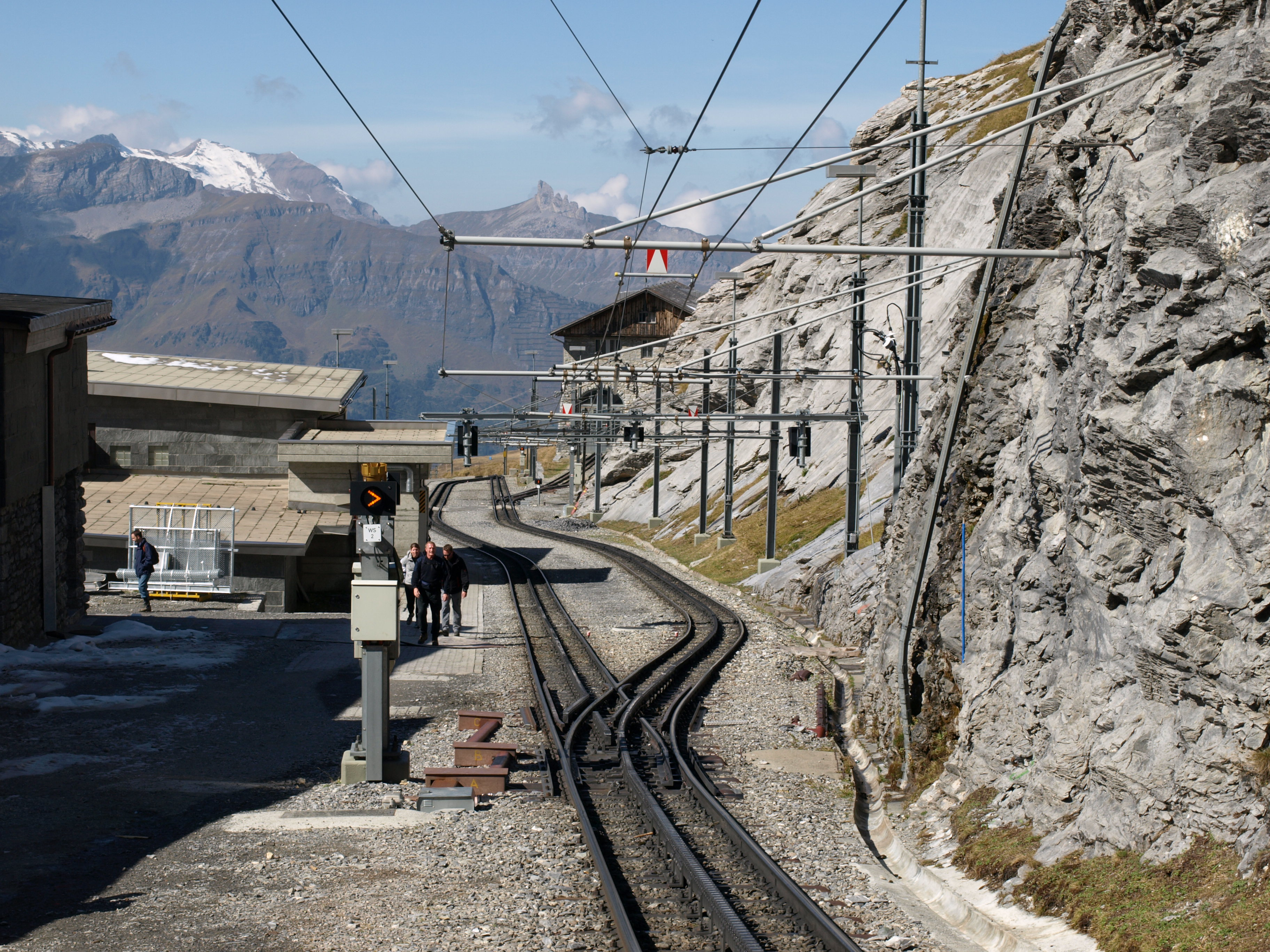
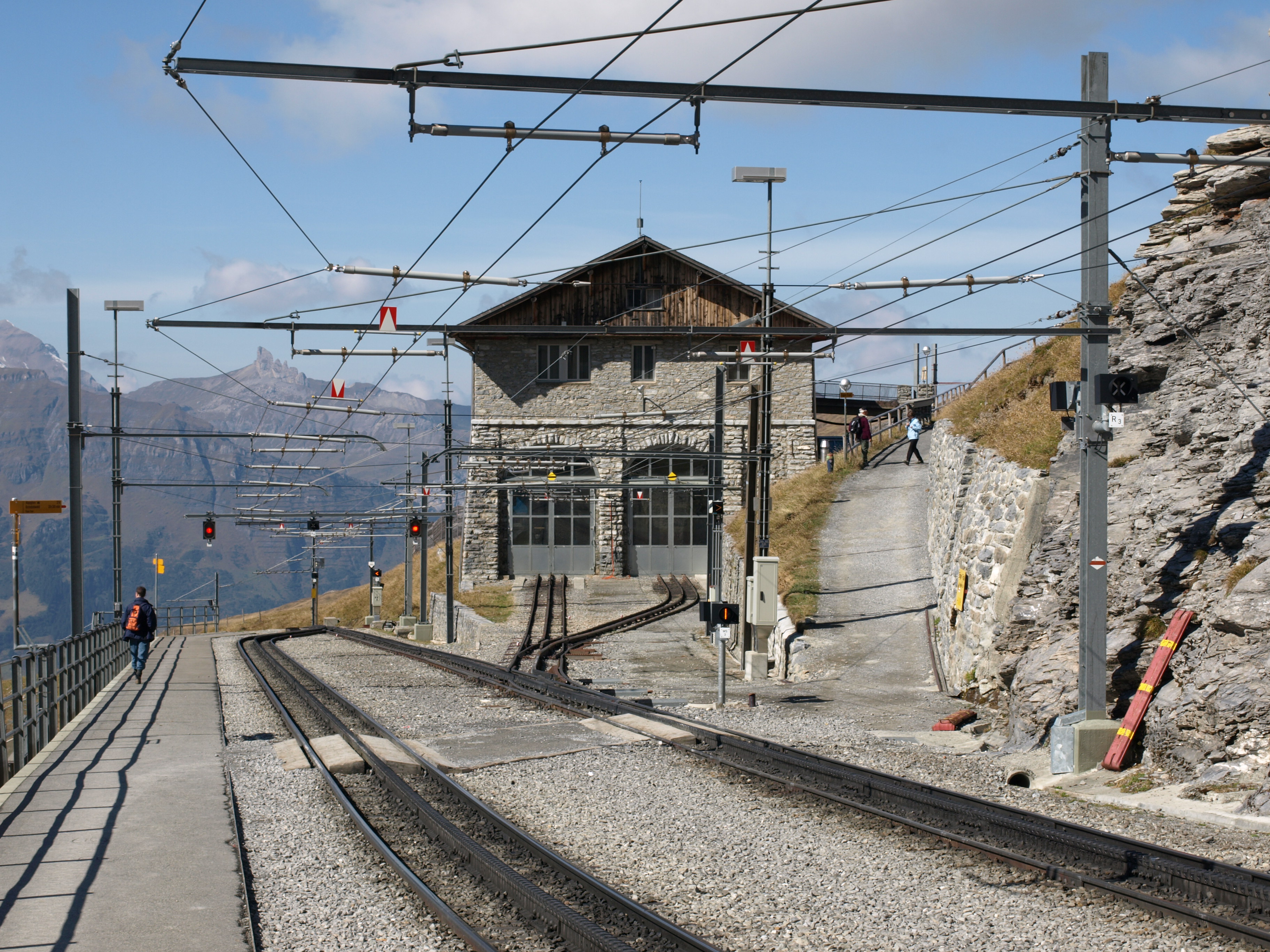
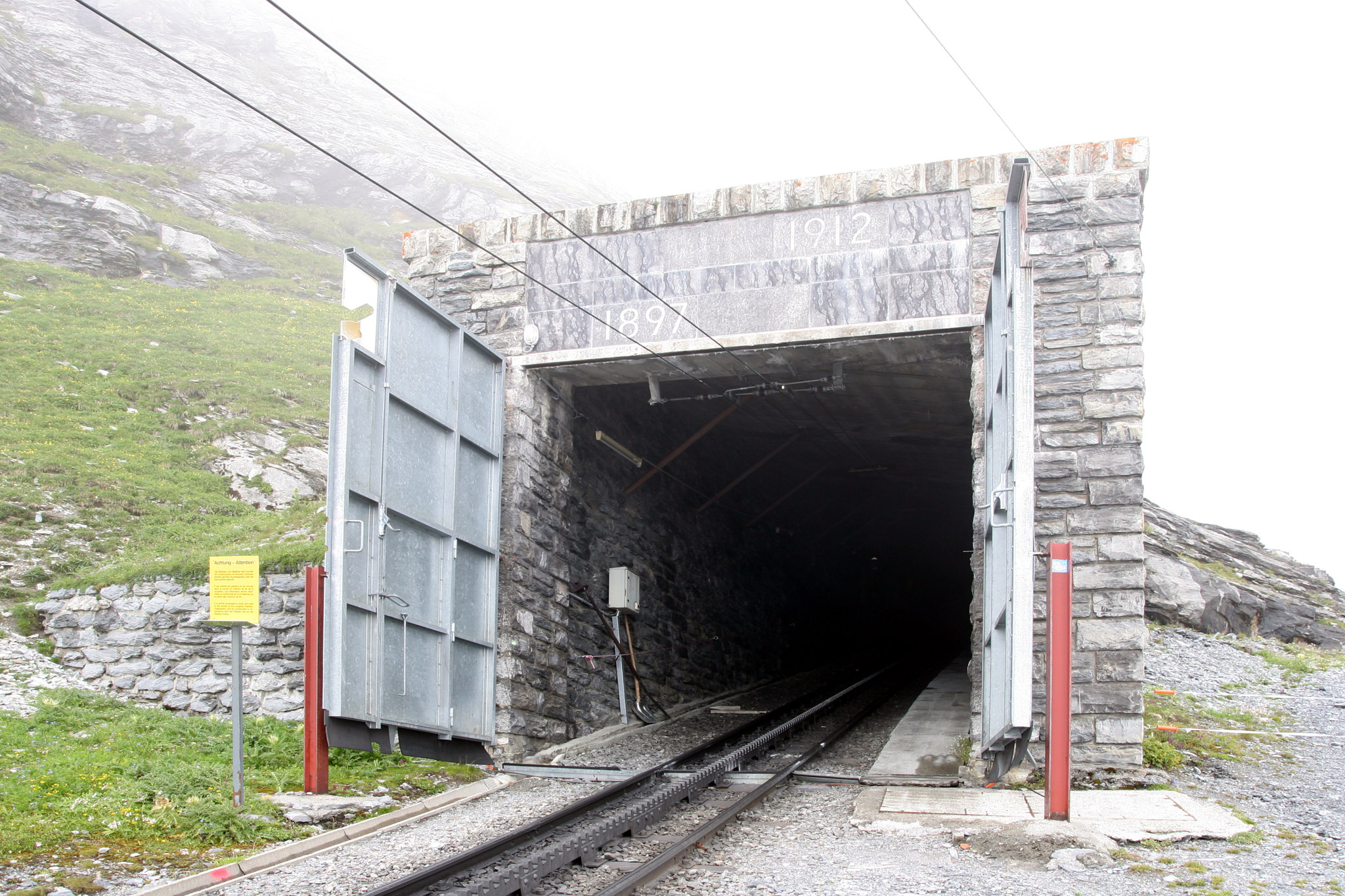
Jungfraubahntunnel